# 三上千那
三上 千那（みかみ せんな、慶安4年（1651年） - 享保8年4月17日（1723年5月10日））は、江戸時代中期の僧・俳人、近江蕉門。浄土真宗本願寺派の堅田本福寺11世住職、名は明式、葡萄坊・宮山子・千那堂官江などと号す。近江国の生まれ。

## 生涯
千那は、慶安4年（1651年）堅田本福寺9世住職明芸の子として生まれた。西本願寺14世宗主寂如上人に仕え厚遇を受け、本願寺大津別院（近松御坊）に勤めた。楚歌に長じ、その後俳諧を始め京都談林派俳諧の中心人物菅野谷高政に師事し「宮山子」と号した。
貞享2年（1685年）松尾芭蕉が京都・大津に来た折り、旅舎に芭蕉を訪ねその教えを受け、以降名を「千那」と改めた。その後千那の俳諧活動は芭蕉を軸に広がり、膳所藩典医の子である宝井其角、同じく膳所藩重臣の菅沼曲水、後に芭蕉と対立する江左尚白、森川許六などと交友し近江（膳所）蕉門を形成した。千那入門後芭蕉は三度堅田を訪れ、元禄3年（1690年）秋に堅田訪問中に病にかかり「やむ雁に 夜寒に落ちて 旅寝かな」との句を詠んだ。
元禄5年（1692年）兄明賢が没したため本福寺住職を継ぎ、直後広く勧進状を回し資金を集め本堂・山門の大修復を行い、宝永3年（1706年）には権律師の勅許を受ける。宝永5年（1708年）宗祖親鸞の遺跡巡拝と芭蕉の足跡を求め旅立ち、江戸・奥羽・信州等の諸国を3年に亘り巡歴し、「白馬紀行」を著した。
正徳2年（1712年）、住職を引退し感応院の院号を賜り、弟明因が12世住職となる。享保8年（1723年）死去し、本福寺歴代住職の墓所に埋葬される。なお、弟明因は角上と名乗り俳諧活動を行い、以降も本福寺では明治期まで代々俳僧を出した。

## 代表句
いつ迄か 雪にまぶれて 鳴千鳥
時雨きや 並びかねたる 魦船
それぞれの 朧のなりや むめ柳
高燈籠 ひるは物うき 柱かな
誰のぞく ならの都の 閨の桐
夏萩の 此萩いやか ほととぎす
軒ちかき 岩梨おるな 猿のあし
舟引の 妻の唱哥か 合歓の花　　
水涕に 信ありけり 御とり越
痩藪や 作りたふれの 梅の花